# Матушевский, Фёдор Павлович

Фёдор Па́влович Матуше́вский (укр. Федір Павлович Матушевський, псевдонимы — Ф. Павлович, Шпонц и др.; 8 (20) июня 1869, Смела — 21 октября 1919, Афины) — украинский общественный деятель, публицист, литературовед, критик.
Деятель Украинской демократическо-радикальной партии, впоследствии Общества украинских прогрессистов и Украинской партии социалистов-федералистов. Член Центральной Рады. В 1919 году — посол УНР в Греции.

## Биография
Родился в семье священника польско-украинского происхождения.
Окончил Киевскую духовную семинарию (1890), позднее преподавал в Черкассах и Киевской духовной семинарии.
С 1897 года — член Всеукраинской беспартийной организации. В 1898—1902 гг. — студент юридического факультета Дерптского университета; в университете возглавлял украинскую общину. В 1902 г. за революционную деятельность исключён из университета.
В 1904 году вернулся в Киев, вступил в Украинскую демократическую партию, с осени того же года — член Украинской радикальной партии, с 1905 года — Украинской демократическо-радикальной партии (УРДП).
В 1907 году уехал в Санкт-Петербург, где сотрудничал с местной ячейкой Общества украинских прогрессистов (ТУП) и Благотворительным обществом для издания общеполезных и дешёвых книг.
В 1915 году — один из основателей «Украинского комитета помощи жертвам российской оккупации Галичины»; в 1916—1917 годах — уполномоченный Комитета Всероссийского союза городов Юго-Западного фронта.
С 1917 года — член Временного центрального комитета, позднее — президиума Союза украинских автономистов-федералистов, избран в Украинскую Центральную Раду от Временного Совета УРДП. С августа 1917 — член Комиссии по разработке неотложных мер для решения продовольственного кризиса (при Малом совете), с октября 1917 — член Краевого комитета охраны революции на Украине. Один из лидеров Украинской партии социалистов-федералистов.
В январе 1919 года был назначен дипломатическим представителем УНР в Греции. Поддерживал дружеские связи с Б. Гринченко, C. Ефремовым, Л. Жебунёвым и др.
Умер от разрыва сердца 21 октября 1919 г. в Афинах и там же похоронен.

## Литературная деятельность
Выступал с многочисленными публицистическими и историко-литературными зарисовками, в частности: «Божий человек. Памяти дорогого учителя А. Я. Конисского» (1903), «В. Антонович при свете автобиографии и данных истории» (1909), «Из последних лет жизни В. М. Доманицкого», «Жертвы переходной эпохи. Анатоль Свидницький», «Люборацки» (оба — 1911).
Ряд работ посвятил жизни и творчеству Т. Г. Шевченко, его роли в истории украинской культуры: «К. Брюллов и Шевченко» (1900), «Посетители могилы Т. Г. Шевченко» (1903), «Большая годовщина. К 50-летию смерти Тараса Шевченко» (1911), «Значение Т. Шевченко», «Поэзия свободы и правды» (обе — 1914), «Общественные и литературные влияния в первом периоде творчества Т. Г. Шевченко» (1916).
Рецензировал произведения украинских писателей. Оставил воспоминания «Из дневника украинского посла» (опубл. 1938).
Печатался в газете «Приазовский край».